# Edward Brooke
Edward Brooke (Washington, 1919. október 26. – Coral Gables, 2015. január 3.) ügyvéd, politikus massachusettsi szenátor 1967–1979 között.